# 治多虎耳草
治多虎耳草（学名：Saxifraga zhidoensis），为虎耳草科虎耳草属下的一个植物种。